# Димитър Митовски
Димитър Митовски е български режисьор, художник, сценарист и продуцент.

## Биография
Роден е на 1 август 1964 г. в Пловдив. След завършването на средното си образование в художественото училище за сценични кадри в Пловдив продължава образованието си във ВИТИЗ, със специалност филмова и анимационна режисура в класа на Доньо Донев.
Заедно с Камен Калев е автор на късометражните филми „Върнете заека“ и „Лошият заек“, които са номинирани в „Седмицата на критиката“ на кинофестивала в Кан през 2005 и 2007 г.
Той е един от основателите на две продуцентски компании в киното и телевизията SIA и Камера. Председател на Асоциацията на независимите продуценти.
Като художник Митовски е един от съоснователите на създадената в края на 1989 г. група „Ръб“. През 1995 г. Димитър Митовски, Кольо Карамфилов, Румен Жеков, Красимир Добрев и Красимир Карабаджаков създават групата „Диско 95“. След успеха на филма му „Мисия Лондон“ издателство „Сиела“ пуска на пазара специално лимитирано издание на романа на Алек Попов с рисунки на Митовски.
Той е режисьор на българския филм „Мисия Лондон“, чиято премиера се състои на 16 април 2010 г., а заедно с Димитър Гочев и Росен Цанков е продуцент на сериалите „Стъклен дом“, излъчван по телевизия bTV от 11 април 2010 г. и „Под прикритие“, излъчван по БНТ 1 от 17 април 2011 г.

## Филмография
Продуцент
- 2013 Фамилията (TV сериал)(продуцент)
- 2011 – 2016 Под прикритие (TV сериал) (продуцент – 60 епизода)
- 2012 Революция Z (TV сериал) (изпълнителен продуцент – 6 епизода)
- 2010 Стъклен дом (TV сериал) (изпълнителен продуцент – 15 епизода, 2010 – 2011) (продуцент – 13 епизода, 2010)
- 2010 Мисия Лондон (продуцент)
- 2007 Лошият заек (продуцент)
- 1996 Невероятните приключения на Синдбад мореплавателя (изпълнителен продуцент)

Режисьор
- 2011 Под прикритие (TV сериал) (1 епизод)
- 2010 Мисия Лондон
- 2007 Лошият заек (късометражен)
- 2005 Върнете заека (късометражен)
- 1997 ФСБ